# Web Content Accessibility Guidelines
Les Web Content Accessibility Guidelines (Directrius d'Accessibilitat de Contingut del Web, WCAG) són part d'una sèrie de directrius d'accessibilitat de la web publicades per la Web Accessibility Initiative (Iniciativa d'Accessibilitat del Web, WAI) del World Wide Web Consortium (Consorci del World Wide Web, W3C), la principal organització internacional d'estàndards per l'Internet. Són un conjunt de recomanacions per fer el contingut web més accessible, principalment per persones amb discapacitats—però també per tots els agents d'usuari, incloent dispositius altament limitats, com els telèfons mòbils. Les WCAG 2.0 van ser publicades el desembre de 2008 i es van convertir en un estàndard d'ISO, IEC/d'ISO 40500:2012 l'octubre de 2012. Les WCAG 2.1 es van convertir en una Recomanació de W3C al juny de 2018.

## Història

### Primeres directrius
Les primeres directrius d'accesibilitat del web van ser compilades per Gregg Vanderheiden i publicades el gener de 1995, just després de la Segona Conferència Internacional del World-Wide Web de 1994 (WWW II) a Chicago.
Es van elaborar més de 38 directrius d'accés al web per part de diversos autors i organitzacions durant els anys següents. Aquestes es van reunir a les Unified Web Site Accessibility Guidelines (Directrius Unificades d'Accessibilitat de Llocs Web) que es van compilar a la Universitat de Wisconsin–Madison.
La versió 8 de les Unified Web Site Accessibility Guidelines, publicada al 1998, va servir com punt de partida per les WCAG 1.0 del W3C.

### WCAG 1.0
Les WCAG 1.0 van ser publicades i es van convertir en recomanació de W3C el 5 de maig de 1999. De llavors ençà han estat substituides per les WCAG 2.0.

### WCAG 2.0
Les WCAG 2.0 van ser publicades com a Recomanació del W3C l'11 de desembre de 2008. Estan formades per dotze directrius organitzades sota quatre principis (les pàgines web han de ser perceptibles, utilitzable, entenedores, i robustes). Cada directriu té criteris de conformitat verificables (61 en total). Les Tècniques del W3C per les WCAG 2.0 és una llista de tècniques que ajuden els autors a complir les directrius i els criteris d'èxit. Les tècniques són periòdicament actualitzades mentre que els principis, directrius i criteris d'èxit són estables i no canvien.

#### Principis

##### Perceptible
La informació i els components de la interfície d'usuari s'han de presentar de manera que els usuaris els puguin percebre.
- Directriu 1.1: Proporcioneu alternatives de text a qualsevol contingut no textual, de manera que aquest es pugui transformar a altres formats que els usuaris necessitin, per exemple text amb caràcters tipogràfics grans, braille, veu, símbols o llenguatge planer.
- Directriu 1.2: Multimèdia basat en el temps: proporcioneu alternatives al multimèdia basat en el temps.
- Directriu 1.3: Adaptable: creeu contingut que es pugui presentar de maneres diferents (per exemple, amb una maquetació més simple) sense perdre informació o estructura.
- Directriu 1.4: Distingible: faciliteu que els usuaris puguin veure i escoltar el contingut, inclosa la separació del primer pla i el fons.

##### Utilitzable
Ha de ser possible executar els components d'interfície d'usuari i de navegació.
- Directriu 2.1: Accessible per teclat: feu que totes les funcionalitats estiguin disponibles des del teclat.
- Directriu 2.2: Temps suficient: proporcioneu als usuaris temps suficient per llegir i usar el contingut.
- Directriu 2.3: Atacs epil·lèptics: no dissenyeu contingut si se sap que podria provocar atacs epil·lèptics.
- Directriu 2.4: Navegable: proporcioneu vies per ajudar els usuaris a navegar, trobar el contingut i determinar on es troben.

##### Entenedor
La informació i el funcionament de la interfície d'usuari han de ser entenedors.
- Directriu 3.1: Llegible: feu que el contingut textual sigui llegible i entenedor.
- Directriu 3.2: Previsible: feu que les pàgines web es mostrin i funcionin de manera previsible.
- Directriu 3.3: Ajuda en l'entrada: ajudeu els usuaris a evitar i corregir errors.

##### Robust
El contingut ha de ser prou robust perquè una gran varietat d'agents d'usuari, incloses les ajudes tècniques, el puguin interpretar fidelment.
- Directriu 4.1: Compatible: potencieu al màxim la compatibilitat amb els agents d'usuari actuals i futurs, incloses les ajudes tècniques.

Les WCAG 2.0 utilitzen els mateixos tres nivells de conformitat (A, AA, AAA) que les WCAG 1.0, però els ha redefinit. El WCAG el grup laborable manté una llista extensa de tècniques d'accessibilitat del web i casos de fracàs comú per WCAG 2.0.

### WCAG 2.1
Les WCAG 2.1 es van convertir en una Recomanació del W3C el 5 de juny de 2018. Segons el W3C, va començar amb l'objectiu de millorar l'orientació en accessibilitat per tres grups principals: usuaris amb discapacitats cognitives o d'aprenentatge, usuaris amb visió reduïda i usuaris discapacitats que utilitzin dispositius mòbils. Són retrocompatibles amb les WCAG 2.0, i les estenen amb 17 criteris de conformitat addicionals.
 

### WCAG 2.2
Des del maig 2021, les WCAG 2.2 són un esborrany en progrés del W3C, i està planificat que es finalitzi durant 2021.